# Света Марина (Семалто)
„Света Марина“ (на гръцки: Βασιλική της Αγίας Μαρίνας) е раннохристиянска църква в сярското село Семалто (Микро Сули), Егейска Македония, Гърция.

## Архитектура
Базиликата е разкрита след Втората световна война. В архитектурно отношение е проста трикорабна базилика. Външните стени нямат еднаква дебелина - източната 0,80 m, северната 0,90 m, южната 0,84 m. От атриума на базиликата е запазена само една стена. Нартексът е с размери 13,30 x 2,50 m. В него водят две врати от запад, а други две са разположени на северната и южната му стена. Наосът е с външни размери 16,80 x 13,30 m. Влиза се през три врати от нартекса срещу всеки кораб на наоса. Трите кораба са разделени със стълбове, широки 0,66 m. Три йонийски капитела от базиликата са в малката църква „Свети Димитър“, изградена на 200-300 m разстояние. Поради малките си размери, храмът вероятно е имал галерия. Целият под на базиликата е бил покрит с плочи 0,35 х 0,25 m.
Върху руините на конхата на апсидата е построен едноименен параклис.